# Neuer Weg 42 (Quedlinburg)

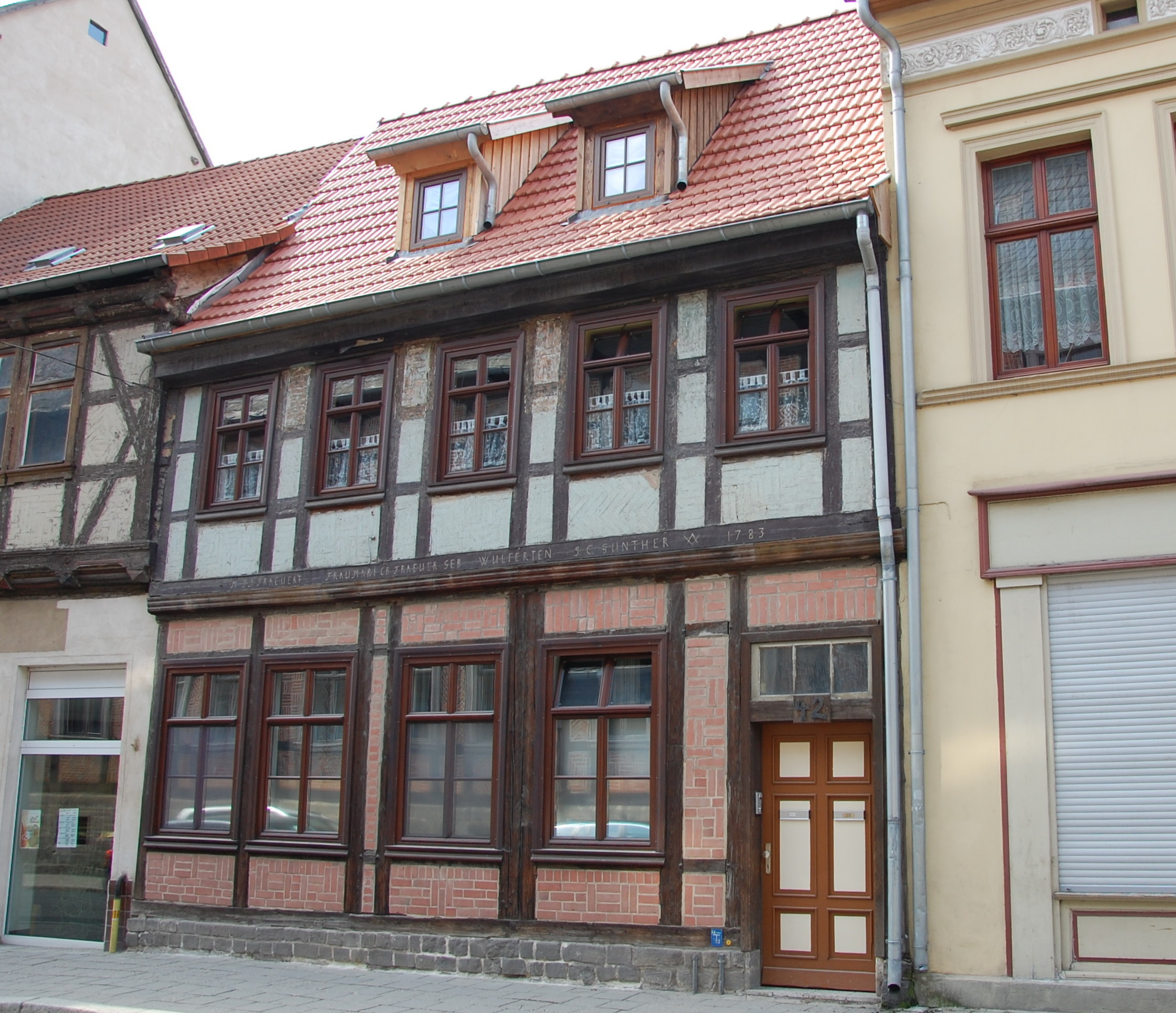
Haus Neuer Weg 42

Das Haus Neuer Weg 42 ist ein denkmalgeschütztes Gebäude in Quedlinburg in Sachsen-Anhalt.

## Lage
Es ist im Quedlinburger Denkmalverzeichnis als Wohnhaus eingetragen, gehört zum UNESCO-Weltkulturerbe und befindet sich südlich der historischen Quedlinburger Altstadt, auf der Westseite des Neuen Wegs. Südlich grenzt das gleichfalls denkmalgeschützte Haus Neuer Weg 41, nördlich das Haus Neuer Weg 43, 44 an.

## Architektur und Geschichte
Das zweigeschossige Fachwerkhaus entstand nach einer Inschrift am Gebäude im Jahr 1783 durch Johann Gabriel Günther. Die Inschrift benennt mit einer Wappendarstellung J.G.Gunther als Baumeister. Eine andere Quelle gibt als Inschrift J.C.Günther an. Das Fachwerk ist schlicht gestaltet, das Erdgeschoss wurde später rekonstruiert.